# Jonathan Silverman
Jonathan Silverman (Los Ángeles, California, 5 de agosto de 1966) es un actor estadounidense, más conocido por su papel en la película Weekend at Bernie's y su secuela Weekend at Bernie's II.

## Filmografía
| Año       | Película                            | Rol                      | Notas                                            |
| --------- | ----------------------------------- | ------------------------ | ------------------------------------------------ |
| 1984      | E/R                                 | David Sheinfeld          | Episodio: "Son of Sheinfeld"                     |
| 1984-1986 | Gimme a Break!                      | Jonathan Maxwell         | 16 episodios                                     |
| 1985      | Challenge of a Lifetime             | Steven Schoonover        | película para televisión                         |
| 1985      | Girls Just Want to Have Fun         | Drew Boreman             |                                                  |
| 1986      | Brighton Beach Memoirs              | Eugene Morris Jerome     |                                                  |
| 1988      | Caddyshack II                       | Harry                    |                                                  |
| 1988      | Stealing Home                       | Adolescente Alan Appleby |                                                  |
| 1989      | Traveling Man                       | Billy Fox                | película para televisión                         |
| 1989      | Weekend at Bernie's                 | Richard Parker           |                                                  |
| 1991      | Class Action                        | Brian                    |                                                  |
| 1991      | Age Isn't Everything                | Seymour                  |                                                  |
| 1992      | For Richer, For Poorer              | Michael Katourian        | película para televisión                         |
| 1992      | Broadway Bound                      | Stanley Jerome           | película para televisión                         |
| 1992      | Death Becomes Her                   | Jay Norman               |                                                  |
| 1992      | Little Sister                       | Bobby / Roberta          |                                                  |
| 1992      | Breaking the Rules                  | Rob Konigsberg           |                                                  |
| 1992      | Blue Champagne                      | Bob                      | Video                                            |
| 1993      | 12:01                               | Barry Thomas             | película para televisión                         |
| 1993      | Weekend at Bernie's II              | Richard Parker           |                                                  |
| 1993      | The Pitch                           | Gary                     | cortometraje                                     |
| 1994      | Teresa's Tattoo                     | Rick                     |                                                  |
| 1994      | Little Big League                   | Jim Bowers               |                                                  |
| 1994      | Couples                             | Jamie                    | película para televisión                         |
| 1994      | Aaahh!!! Real Monsters              | Pugh (voz)               | Episodio: "Don't Just Do It"/"Joined at the Hip" |
| 1995      | Sketch Artist II: Hands That See    | Glenn                    | Telefilm                                         |
| 1995      | Friends                             | Dr. Franzblau            | Episodio: "The One with the Birth"               |
| 1995      | French Exit                         | Davis                    |                                                  |
| 1995      | Caroline in the City                | Jonathan Eliot           | Episodio: "Caroline and the Folks"               |
| 1995-1997 | The Single Guy                      | Jonathan Eliot           | 40 episodios                                     |
| 1996      | Two Guys Talkin' About Girls        | Lenny Kaminski           | Vídeo                                            |
| 1996      | London Suite                        | Paul Dolby               |                                                  |
| 1996      | Arliss                              | Jonathan Silverman       | Episodio: "The Client's Best Interest"           |
| 1998      | The Odd Couple II                   | Brucey Madison           |                                                  |
| 1998      | Border to Border                    | Suicida                  |                                                  |
| 1998      | Denial                              | Joel                     |                                                  |
| 1998      | The Inspectors                      | Inspector Alex Urbina    | película para televisión                         |
| 1998      | Just a Little Harmless Sex          | Danny                    |                                                  |
| 1998      | 12 Bucks                            | Hyper                    |                                                  |
| 1999      | Freak City                          | Lenny Stanapolous        |                                                  |
| 2000      | Dirk and Betty                      | Tow Truck Guy            |                                                  |
| 2000      | Men Named Milo, Women Named Greta   | The Voice of Reason      | cortometraje                                     |
| 2000      | Inspectores 2                       | Alex Urbina              | productor coejecutivo película para televisión   |
| 2000      | Good as Gold                        |                          | película para televisión                         |
| 2001      | These Old Broads                    | Wesley Westbourne        | película para televisión                         |
| 2001      | Made                                | Soltero                  |                                                  |
| 2001      | Lip Service                         | Bobby                    |                                                  |
| 2001      | It is What it Is                    | Benjamin Malvern         |                                                  |
| 2001      | The Medicine Show                   | Taylor Darcy             |                                                  |
| 2002      | Bobbie's Girl                       | David Lewis              | película para televisión                         |
| 2002      | Miss Miami                          |                          | película para televisión                         |
| 2003      | Miss Match                          | Barry                    | Episodio: "The Price of Love"                    |
| 2003      | Deacons for Defense                 | Michael Deane            | película para televisión                         |
| 2003      | Free for All                        | Johnny Jenkins           | 7 episodios                                      |
| 2003      | Crazy Love                          |                          | película para televisión                         |
| 2004      | The Cookout                         | Wes                      |                                                  |
| 2004      | CSI: Miami                          | Jay Seaver               | Episodio: "Under the Influence"                  |
| 2004      | Pryor Offenses                      | Ian                      | película para televisión                         |
| 2004      | DeMarco Affairs                     | Eddie Rosen              | película para televisión                         |
| 2004-2005 | Kim Possible                        | Jimmy Ding (voz)         | Episodios: "Ron Millionaire" & "Dimension Twist" |
| 2005      | Untitled Bruckheimer/McCall Project |                          | TV movie                                         |
| 2005      | Related                             | Brad                     | Episodio: "Sex and the Sisters"                  |
| 2005      | The Life Coach                      | Jonny                    |                                                  |
| 2006      | Farce of the Penguins               | Seal Critics (voz)       |                                                  |
| 2006      | Jam                                 | Gary                     |                                                  |
| 2006      | Shoot                               | Jack Puig                | Cortometraje                                     |
| 2006      | Laura Smiles                        | Paul                     |                                                  |
| 2006      | Coffee Date                         | Barry                    |                                                  |
| 2007      | In Case of Emergency                | Harry Kennison           | 13 episodios                                     |
| 2007      | Close to Home                       | Pete Durkin              | 3 episodios                                      |
| 2007      | Jekyll                              | Lanyon                   |                                                  |
| 2008      | Numb3rs                             | Kurt Young               | Episodio: "Blowback"                             |
| 2008      | Beethoven's Big Break               | Eddie                    | Directo a vídeo                                  |
| 2009      | Psych                               | Lyin' Ryan               | 1 episodio                                       |
| 2009      | Married Not Dead                    | Gordon                   | película para televisión                         |
| 2010      | Medium                              | Matt Mulhearn            | Episodio: "Sal"                                  |
| 2010      | Jack's Family Adventure             | Jack Vickery             | película para televisión                         |
| 2011      | Paul the Male Matchmaker            | Brian                    | Episodio; "Don't Be a Meanie"                    |
| 2011      | Greek                               | Lasker Parkes            | 3 episodios                                      |
| 2011      | Conception                          | Brad                     |                                                  |
| 2011      | Cookie                              | Johnny                   | Cortometraje                                     |
| 2011      | Swinging with the Finkels           | Peter                    |                                                  |
| 2011      | White Collar                        | Gerald Jameson           | Episodio: "Veiled Threat"                        |
| 2011      | Inkubus                             | Office Tech              |                                                  |
| 2011      | National Lampoon's Snatched         | Johnny                   |                                                  |
| 2012      | Hot in Cleveland                    | Dr. Minton               | Episodio: "The Gateway Friend"                   |
| 2013      | Crawlspace                          | Tim Gates                |                                                  |
| 2013      | Monday Mornings                     | Dr. John Lieberman       | 5 episodios                                      |
| 2013      | G.B.F.                              | Mr. Daniels              |                                                  |
| 2013      | Another Dirty Movie                 | Tío Erwin                |                                                  |
| 2013      | Self Storage                        | Jonah                    |                                                  |
| 2014      | The Hungover Games                  | Chineca Lame             |                                                  |
| 2014      | Law & Order: Special Victims Unit   | Josh Galloway            | Episodio: "Comic Perversion"                     |
| 2014      | Opposite Sex                        | Tom                      | posproducción                                    |
| 2014      | Beethoven's Treasure Tail           | Eddie                    | posproducción                                    |
| 2014      | Diani & Devine Meet the Apocalypse  | Shane                    | Posproducción                                    |
| 2014      | A Magic Christmas                   | Robert Jones             | Posproducción                                    |
| 2014      | Icky: An American Dog Story         | Slibs                    | Posproducción                                    |
| 2015      | Baby, Baby, Baby                    | Actor                    | Posproducción                                    |
| 2015      | Significant Mother                  | Harrison Marlowe         | Serie de televisión                              |